# 라우라 레피스퇴
라우라 안넬리 레피스퇴(핀란드어: Laura Anneli Lepistö, 1988년 4월 25일~)는 핀란드의 전직 피겨스케이팅 선수이다. 2010년 세계선수권 동메달리스트, 2009년 유럽선수권 금메달리스트이며 이는 핀란드 여자싱글 최초의 업적이다.
여자 싱글 부문에서 2008년 유럽 선수권 동메달, 세계 선수권 8위에 올랐으며, 2008년 11월 컵 오브 차이나 대회에서 3위에 올랐다. 2009년에는 자국에서 개최된 유럽 선수권에서 우승, 핀란드 싱글 선수 중 최초로 유럽 챔피언에 등극했다. 2009년~2010년 시즌에는, 그랑프리 대회인 NHK컵에서 5위, 스케이트 캐나다에서 3위에 올랐으나, 그랑프리 파이널 참가 자격은 얻지 못했다. 2010년 유럽 선수권에서는 카롤리나 코스트너에 이어 2위에 올랐다. 2010년 동계 올림픽에서 쇼트에서 10위, 프리에서 4위를 하며 합계 6위에 올랐는데, 이는 이 대회 참가 유럽 선수 중에서는 가장 높은 순위였다. 2010년 세계 피겨스케이팅 선수권 대회에서 쇼트 64.30점,프리 114.32점을 받아 3위로 핀란드 여자 싱글 최초로 세계 선수권 대회 메달을 획득했다.

## 사진

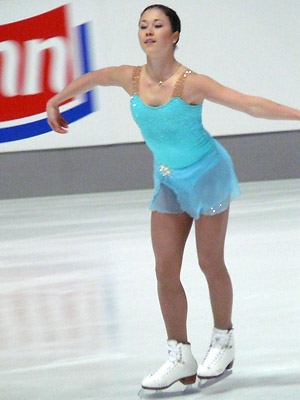
2007년 네벨혼 트로피 당시의 레피스퇴
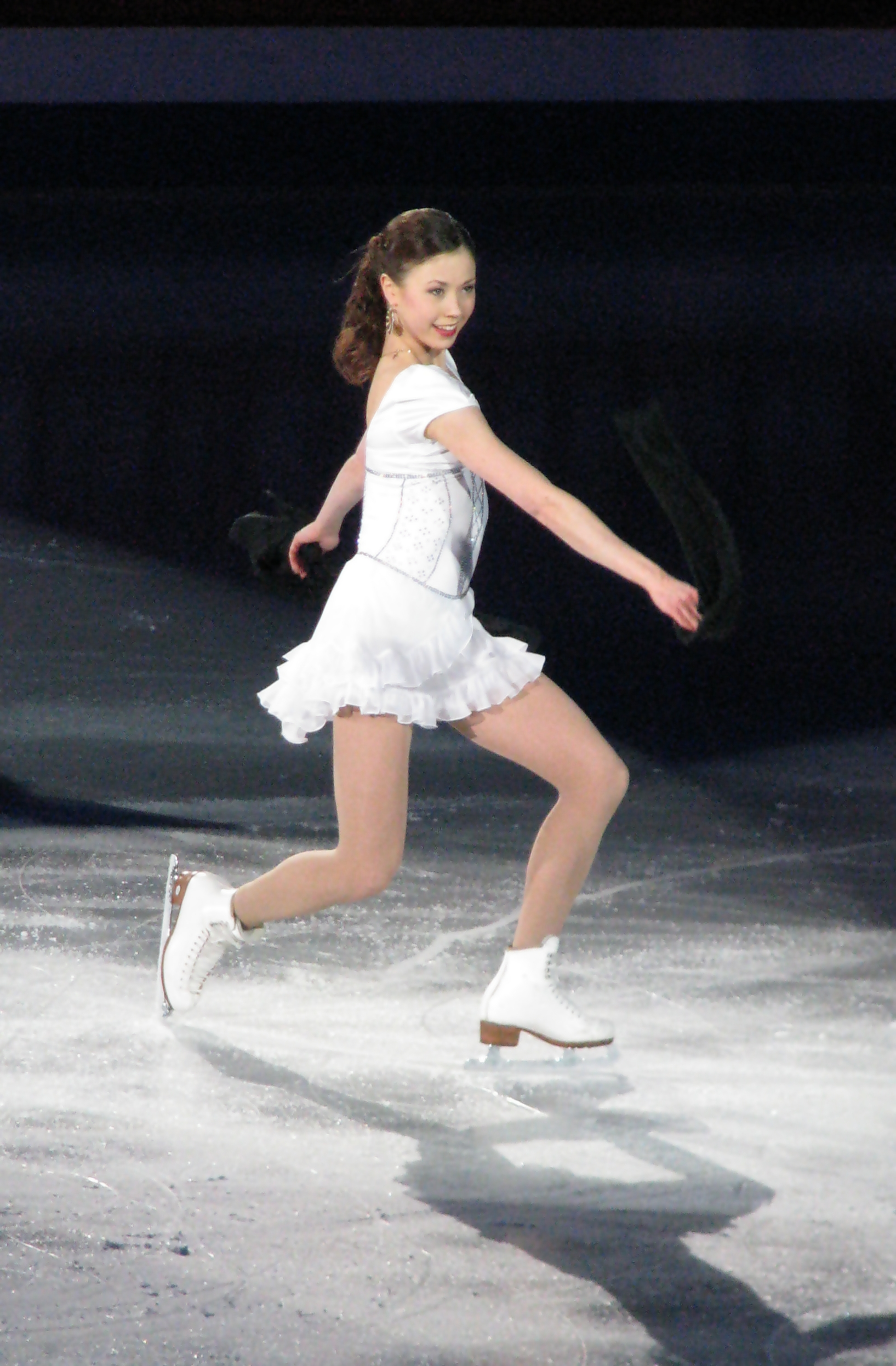
2010년 유럽 선수권 대회 갈라쇼 당시의 레피스퇴
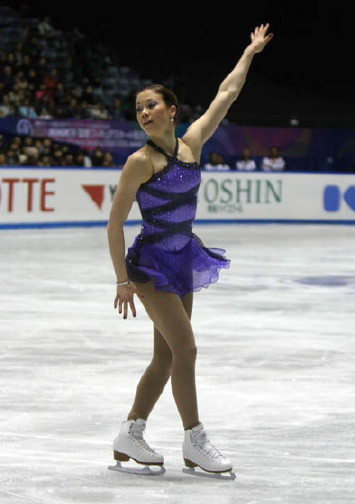
2008년 NHK컵 당시의 레피스퇴